# 松下秀介
松下 秀介（まつした しゅうすけ、1967年 - ） は、日本の農業経営学者、農業経済学者。京都大学大学院農学研究科生物資源経済学専攻教授、農業情報学会副会長、日本農業経営学会副会長。

## 人物・経歴
大阪府生まれ。大阪府立三国丘高等学校を経て、1991年筑波大学第二学群農林学類卒業、農林水産省入省、中国農業試験場研究員。
1999年農林漁業金融公庫融資第一部調査役。2001年農業・生物系特定産業技術研究機構中央農業総合研究センター主任研究官。2002年岡山大学博士（農学）。
2006年筑波大学大学院生命環境科学研究科国際地縁技術開発科学専攻助教授。2007年筑波大学大学院生命環境科学研究科国際地縁技術開発科学専攻准教授。2014年筑波大学生命環境系教授。2017年筑波大学大学院生命環境科学研究科国際地縁技術開発科学専攻長。
2019年農業情報学会副会長。2020年日本農業経営学会副会長、地域農林経済学会常務理事。2021年京都大学大学院農学研究科生物資源経済学専攻教授。2022年京都大学国際高等教育院社会科学教室教授。

## 著書
- 『みかん作の経済性と農家の市場対応』農業技術研究機構中央農業総合研究センター 2003年

## 受賞
- 2000年 地域農林経済学会賞学会誌賞[6]
- 2004年 日本農業経営学会賞奨励賞[6]
- 2006年 日本農業経営学会学会誌賞[6]
- 2019年 農業情報学会特別貢献賞[6]
- 2020年 農業情報学会学術賞[6]
- 2021年 農業情報学会フェロー[6]